# Puigsacalm Xic
Puigsacalm Xic är ett berg i Spanien.   Det ligger i provinsen Província de Girona och regionen Katalonien, i den östra delen av landet, 500 km öster om huvudstaden Madrid. Toppen på Puigsacalm Xic är 1 491 meter över havet, eller 203 meter över den omgivande terrängen. Bredden vid basen är 2,5 km.
Terrängen runt Puigsacalm Xic är huvudsakligen lite bergig. Runt Puigsacalm Xic är det glesbefolkat, med 15 invånare per kvadratkilometer. Närmaste större samhälle är Olot, 10,6 km nordost om Puigsacalm Xic. I omgivningarna runt Puigsacalm Xic växer i huvudsak blandskog.